# Vsiljivka

Vsiljivka
(COBISS) je roman  pisateljice Janje Vidmar, ki je izšel leta 2004 pri založbi Gyrus. Roman predstavlja odtujenost sodobne slovenske družine in je razdeljen na 19 poglavij (Konec, Poigravanje s težnostjo, Smisel gibanja je korak, Brezumje, Izmi kretenizmov, Prva Violeta, Pripetljaj, Nekje vmes, Ptica oponašalka, Razvijanje negativa, Dihati, Potopljeni svet, Horuk v nove čase, Cajt za ornk razmišljanje, Novo poglavje, Doolgo, Za lepši jutri, Zadnja Violeta v knjigi, Konec). Na koncu je še spremna beseda, ki jo je napisala Dragica Haramija.

## Vsebina
Glavna oseba romana je Tisa Kremžar. Njeno pravo ime je Narcisa, toda raje je drevo kot roža – zato se predstavlja kot Tisa. Njen hobi je fotografiranje. Tisino življenje se je pri dvanajstih letih spremenilo, ker je njen oče Walter varal njeno mamo Ano z Elenino mamo. Elena je bila Tisina najboljša prijateljica, s katero sta večino svojega časa prebili skupaj, dokler se družina Kremžar ni preselila. Ana je zaradi Walterjevega varanja padla v depresijo, zato večino svojega časa preživi v hiši in slika metulje na svilo. Tisa si močno želi, da bi spet postali družina in kmalu se pojavi upanje za to, ko se Tisa spoprijatelji z Violeto. Violeta pozitivno vpliva na Tisino mamo, ki postane bolj živahna. Toda Violeta je mogoče vsiljivka.